# Isostreptis
Isostreptis é um gênero de traça pertencente à família Cosmopterigidae.